# Chittagonien
Cette page contient des caractères spéciaux ou non latins. S’ils s’affichent mal (▯, ?, etc.), consultez la page d’aide Unicode.
Le chittagonien est une langue du Bangladesh, où le nombre de ses locuteurs est estimé à 13 millions (2006). Il est essentiellement parlé dans la région de Chittagong. Il est également parlé dans le nord de l'état d'Arakan en Birmanie, par une population connue sous le nom de Rohingya.
La langue chittagonienne est distinct du bengali dont elle partage 43 % à 64 % de similarité lexicale, avec lequel elle appartient au même groupe bengali-assamais dans le rameau indo-aryen de la branche indo-iranienne des langues indo-européennes.